# Lasioglossum nigroviride
Lasioglossum nigroviride là một loài Hymenoptera trong họ Halictidae. Loài này được Graenicher mô tả khoa học năm 1911.